# Marius Sasu
Marius Sasu (Medgyes, 1975. október 1. –) román labdarúgó.

## Sikerei, díjai
- Ferencvárosi TC:
  - Magyar labdarúgó-bajnokság bajnok: 2003-04
  - Magyar labdarúgókupa győztes: 2003-04
  - Magyar labdarúgó-szuperkupa győztes: 2004